# Литовские братья
Литовские братья — реформационное религиозное движение на территории Великого княжества Литовского (в основном современные Литва и Белоруссия) в XVI—XVII веках. Близко к движению польских братьев, так, Симон Будный традиционно включается в число деятелей обоих движений.
Литовские братья занимали антитринитарную позицию, придерживаясь арианских взглядов, не признавали божественность Христа и догмата о воскресении после смерти.
Братья считали возможным создание царства Божиего на земле, осуждали крепостничество. В отличие от польских братьев (социниан), литовские братья считали возможным занятие общественных должностей и использование оружия. Противники братьев обвиняли их в эпикуреизме и отрицании бессмертия души.
В 1582 году на Лукловицком арианском соборе Симон Будный был, по обвинению социниан, осуждён как еретик.